# Narella alvinae
Narella alvinae is een zachte koraalsoort uit de familie Primnoidae. De koraalsoort komt uit het geslacht Narella. Narella alvinae werd in 2003 voor het eerst wetenschappelijk beschreven door Cairns & Bayer. 